# Krematorium zvířat Brno
Krematorium zvířat Brno je společnost poskytující kremační služby pro domácí mazlíčky. Každá kremace je individuální, vždy je v kremační peci v jeden čas pouze jedno zvíře. Popel je zpracován stejným způsobem, jako je tomu u lidí, technologie je přejatá z lidských krematorií. Majitelům domácích zvířat je nabízena jak samotná kremace, tak poslední rozloučení, fotografie, on-line přenos, krematorium má vlastní převozní službu, chladicí zařízení a rozptylovou loučku. Na výběr zde lze nalézt desítky druhů uren, odlitky tlapek, šperky a jiné produkty.
Krematorium zvířat Brno vzniklo v roce 2003, jako jeden z prvních projektů tohoto druhu v celé Evropě. V prvních letech zpopelňovalo jednotky zvířat měsíčně, v roce 2020 zde proběhlo přes 2500 žehů. Brněnské zvířecí krematorium disponuje dvěma kremačními pecemi, KPZ 80 sestavené v roce 2003 společností KPI Teplotechna Brno a také velmi moderní pecí z roku 2019, IEB 26 od italské společnosti GEM Matthews. Obě kremační pece jsou ovládány počítačovým PLC systémem s dotykovou obrazovkou, celý proces je plně automatický a pro vyhodnocování dat používá pokročilé systémy pro měření podtlaku, detekci obsahu kyslíku ve spalinách prostřednictvím kyslíkové sondy, pulverizaci pro případné schlazení komor a další moderní systémy.
Krematorium zvířat Brno prošlo od roku 2003 několika rekonstrukcemi a rozšířeními, z nichž nejvýznamnější je z přelomu roku 2019 a 2020, kdy došlo ke kompletní rekonstrukci a rozšíření kapacit budovy. V roce 2021 na pozemku o rozloze 1500 m² stojí budova s 250 m² užitného prostoru a řadí se tak k velkým a významným evropským krematoriím zvířat.